# Vẹt Iguaca
Vẹt Iguaca (danh pháp hai phần: Amazona vittata), còn gọi là vẹt Puerto Rico, hay chính xác hơn là vẹt Amazona Puerto Rico, là loài chim đặc hữu duy nhất ở quần đảo Puerto Rico, thuộc giống vẹt Amazona phân bố ở khu vực sinh thái Tân nhiệt đới. Chúng là loài có chiều cao trung bình từ 28–30 cm (11,0-11,8 in), với sắc màu chủ đạo là màu xanh lá cây cùng với cái trán đỏ và vòng trắng quanh mắt. Đã có hai phân loài được miêu tả, mặc dù vẫn còn có những hoài nghi về sự khác biệt của phân loài vẹt A. v. gracilipes ở Culebra, đã tuyệt chủng từ năm 1912. Họ hàng gần nhất của chúng được cho là loài vẹt Amazona Cuba (Amazona leucocephala) và Amazona Hispaniola (Amazona ventralis).
Vẹt Iguaca đạt độ thuần thục sinh dục vào khoảng từ 3 đến 4 năm tuổi. Chúng chỉ đẻ một năm một lần và là loài làm tổ trong những hốc cây. Một khi chim mái đẻ trứng, nó sẽ ở lại trong tổ và ấp trứng cho đến khi trứng nở. Vẹt con được cả vẹt bố lẫn vẹt mẹ nuôi dưỡng chăm sóc, và mọc đầy đủ lông sau khoảng 60-65 ngày kể từ khi nở. Chế độ ăn uống của loài vẹt này rất đa dạng bao gồm hoa, quả, lá, vỏ cây và mật hoa kiếm được từ các tán rừng.
Chúng là loài vẹt bản địa duy nhất còn lại tại Puerto Rico và đã được liệt kê như là loài cực kỳ nguy cấp bởi Liên minh Bảo tồn Thiên nhiên Quốc tế kể từ năm 1994. Từng có khoảng thời gian khá phổ biến và đông đúc, nhưng quần thể loài đã suy giảm nghiêm trọng vào cuối thế kỷ 19, đầu 20 với việc hầu hết các môi trường sống tự nhiên của chúng bị mất dần. Loài này đã hoàn toàn biến mất khỏi Vieques và Mona, hai đảo gần với đảo chính của Puerto Rico. Nỗ lực bảo tồn bắt đầu vào năm 1968 - 1969 để cứu chúng thoát khỏi bờ vực tuyệt chủng. Năm 2012, số lượng loài ước tính từ 58-80 cá thể trong tự nhiên và con số này là hơn 300 trong điều kiện nuôi nhốt.

## Phân loại tiến hóa
Vẹt Iguaca được mô tả bởi nhà điểu học người Hà Lan Pieter Boddaert trong năm 1783. Nó thuộc loài vẹt lớn nhất của chi Amazona và thường được gọi là vẹt Amazon. Hình ảnh của chúng được Hiệp hội điểu học Mỹ hình dung chung chung cho loài "vẹt", do đó "vẹt Puerto Rico" là tên thông thường của chúng ở Bắc Mỹ. Những người Taino bản địa gọi chúng là Iguaca, một tên gọi tượng thanh giống như tiếng kêu khi bay của loài này.
Có hai phân loài được công nhận:
- A. v. vittata, phân loài danh định và duy nhất còn tồn tại, sống ở Puerto Rico và trước đây là ở cả đảo Vieques và Mona.[5]
- A. v. gracilipes, phân loài sống ở đảo Culebra, hiện nay đã tuyệt chủng. Người ta vẫn chưa rõ nó có đủ khác biệt với phân loài danh định hay không.

### Lịch sử tiến hóa
Không có các bằng chứng cho thấy Tây Ấn đã từng được kết nối với một lục địa trong quá khứ, và do đó các loài chim bản địa khác nhau được cho là có nguồn gốc từ các loài di cư đến vùng Caribe tại một thời điểm nào đó. Đối với một số loài chim nhỏ sẽ gặp phải vấn đề khi bay qua các đại dương lớn, nhưng với loài vẹt thì chúng có đủ sức khỏe để bay qua các vùng nước lớn cùng các đặc điểm tập tính thích hợp cho việc 'phát tán' trên mặt nước. Hầu hết các loài chim ở Caribe có nguồn gốc từ miền Trung, miền Bắc và Nam Mỹ. Trong đó, các loài vẹt thuộc chi Amazona được tìm thấy trong vùng biển Caribe được chia thành hai nhóm: năm loài kích thước vừa phải được tìm thấy trong các đảo thuộc quần đảo Antilles Lớn và bảy loài kích thước lớn hơn được tìm thấy tại quần đảo Antilles Nhỏ. Tất cả các loài Amazona Antilles Lớn có các đặc điểm dẫn tới giả định về quan hệ họ hàng, bao gồm chủ yếu là cơ thể có màu xanh chủ đạo chắc và vòng trắng quanh mắt. Russello và Amato kết luận rằng, tất cả các loài Amazona Antilles Lớn bắt nguồn từ Amazona albifrons, với Amazona vittata; Amazona leucocephala và Amazona ventralis tạo thành nhóm phức tạp các loài có quan hệ họ hàng rất gần tới mức có thể coi là các dạng quá độ.
Nhà điểu học người Anh là David Lack coi vẹt Iguaca đã tiến hóa từ vẹt Hispaniola (A. ventralis) được tìm thấy tại Hispaniola, nhưng kể từ đó, người ta đã cho rằng ông bỏ qua một số yếu tố trong phân tích của mình, trong đó có những điểm tương đồng tìm thấy giữa vẹt mỏ đen (A. agilis) ở Jamaica và vẹt Iguaca. Các nghiên cứu sau này đã cho thấy, kích thước và màu sắc cơ thể không đủ để đánh giá mối quan hệ tiến hóa, và rằng màu sắc của bộ lông thay đổi một cách dễ dàng ngay cả giữa các cá thể của cùng một loài. Nghiên cứu kết luận rằng, vẹt Iguaca có thể cùng chung một tổ tiên với vẹt mỏ đen ở Jamaica. Nghiên cứu phát sinh chủng loài gần đây cũng cho thấy, vẹt Iguaca có quan hệ họ hàng gần với vẹt Hispaniola và vẹt Cuba hơn là so với vẹt mỏ đen Jamaica.

## Mô tả

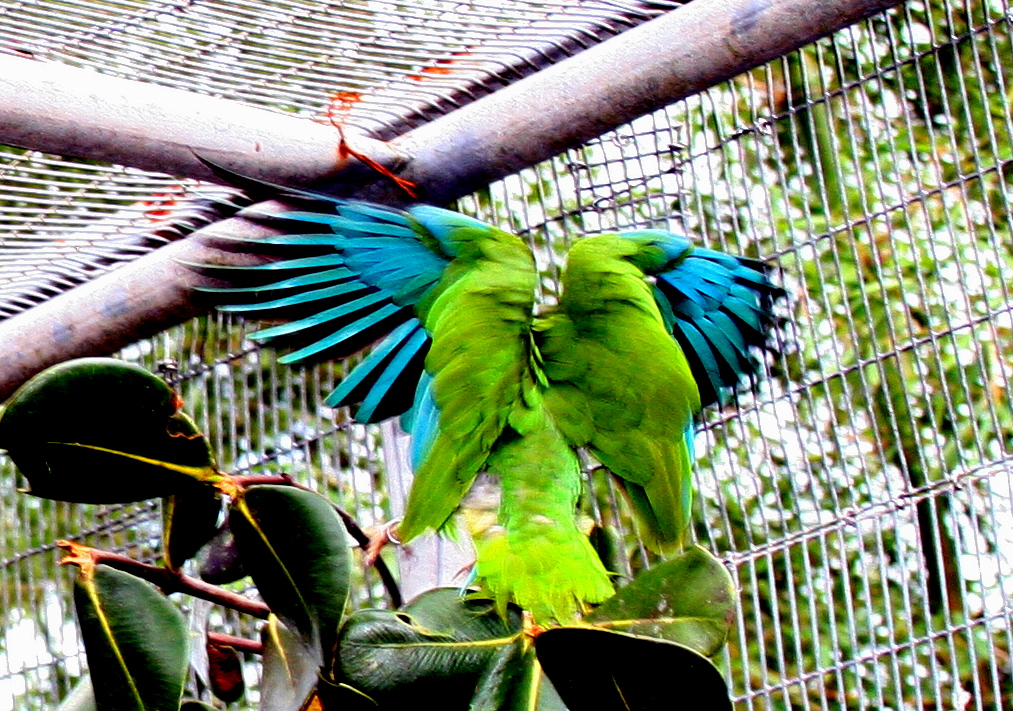
Màu xanh đặc biệt của loài Vẹt Puerto Rico trong khi bay.

Vẹt Iguaca có chiều cao trung bình 28–30 cm (11,0-11,8 in) và nặng 250-300 g (8,8-10,6 oz), trung bình khoảng 275 g (9,7 oz). Mặc dù nhỏ hơn so với các loài thuộc chi Amazona nói chung, nhưng được coi là có kích thước tương đương trong số các loài vẹt Amazona Antilles Lớn. Dị hình lưỡng tính không có ở loài này. Cả chim trống và chim mái đều có bộ lông chủ đạo là màu xanh lá cây, mặc dù phần lông vũ có màu xanh lam ở các rìa. Các lông bay sơ cấp ở cánh và lông mình có màu lam sẫm. Màu sắc của lông ở mặt dưới khác nhau, tùy thuộc vào phần cơ thể: lông ở mặt dưới của cánh là màu xanh lam sáng, còn phần lông ở đuôi có màu vàng xanh. Phần dưới có màu nhạt hơn với sắc vàng trong khi phần trán có màu đỏ, với các vành khuyên màu trắng quanh mắt. Mống mắt của loài này có màu nâu, mỏ có màu sừng còn chân có màu vàng nâu. Bên cạnh việc xét nghiệm DNA, con đực và con cái chỉ có thể được phân biệt bởi sự khác biệt về tập tính trong mùa sinh sản. Chim chưa trưởng thành có bộ lông tương tự như những con đã trưởng thành.

## Quần thể và phân bố
Sự phân bố chính xác của vẹt Iguaca trước khi có sự xuất hiện của thực dân Tây Ban Nha là không chắc chắn, vì thiếu các hồ sơ liên quan và sự tuyệt diệt của người Taíno bản địa, nhưng người ta cho rằng loài vẹt này từng khá phổ biến và phong phú về số lượng. Cũng có bằng chứng cho thấy loài này có thể sinh sống ở khu vực các đảo gần Puerto Rico, chẳng hạn như Antigua, Barbuda và quần đảo Virgin  Các ước tính số lượng ban đầu của loài này khác nhau rất nhiều. Một số nhà chuyên môn cho rằng chúng có tới hơn một triệu cá thể, trong khi những người khác cho rằng chúng là quần thể khiêm tốn hơn với chỉ khoảng 100.000 cá thể. Trong suốt 150 năm đầu cai trị thuộc địa của Tây Ban Nha, sự hiện diện của con người còn ít. Và trong năm 1650, khi dân số của đảo là 880 người thì vẹt Iguaca được cho là vẫn còn rất phong phú trên khắp quần đảo. Sau năm 1650, dân số tăng theo cấp số mũ, và vào thế kỷ 18 thì loài vẹt này bắt đầu bị ảnh hưởng. Heinrich Moritz Gaede, một nhà tự nhiên học người Đức đã công bố các tài liệu cho thấy, đến năm 1836, quần thể loài này đã suy giảm rõ nét. Mặc dù vậy, cho đến tận cuối năm 1864, nhà điểu học người Anh Edward Cavendish Taylor vẫn lưu ý rằng vẹt Iguaca vẫn còn phổ biến gần thủ phủ của đảo, thành phố San Juan.
Lúc đầu, hoạt động của con người không gây ra mối đe dọa đáng kể cho vẹt Iguaca. Những người Taíno săn bắt chúng nhưng không nhiều nên không ảnh hưởng lắm đến số lượng cá thể. Tuy nhiên, trong 200 năm qua, nhiều yếu tố đã dẫn đến sự sụt giảm mạnh số lượng của loài chim này bao gồm việc phát triển nông nghiệp, xây dựng đường giao thông, phát triển thủy điện, và việc nuôi vẹt non như là chim cảnh. Đặc biệt là trong nửa sau thế kỷ 19, hầu hết các khu rừng nguyên sinh tại Puerto Rico, môi trường sống vô cùng quan trọng của loài, đã bị chặt phá để phát triển nông nghiệp, chủ yếu là để sản xuất đường, bông, ngô và gạo. Vì thế, các loại cây trồng nhanh chóng trở thành nguồn thức ăn chính của chúng. Điều này khiến chúng trở thành động vật gây hại cho nông nghiệp, nông dân địa phương hoặc giết hại hoặc săn bắn chúng khi có thể. Nông nghiệp mở rộng, môi trường sống giảm nhanh chóng là các nguyên nhân chính khiến số lượng loài vẹt này giảm.

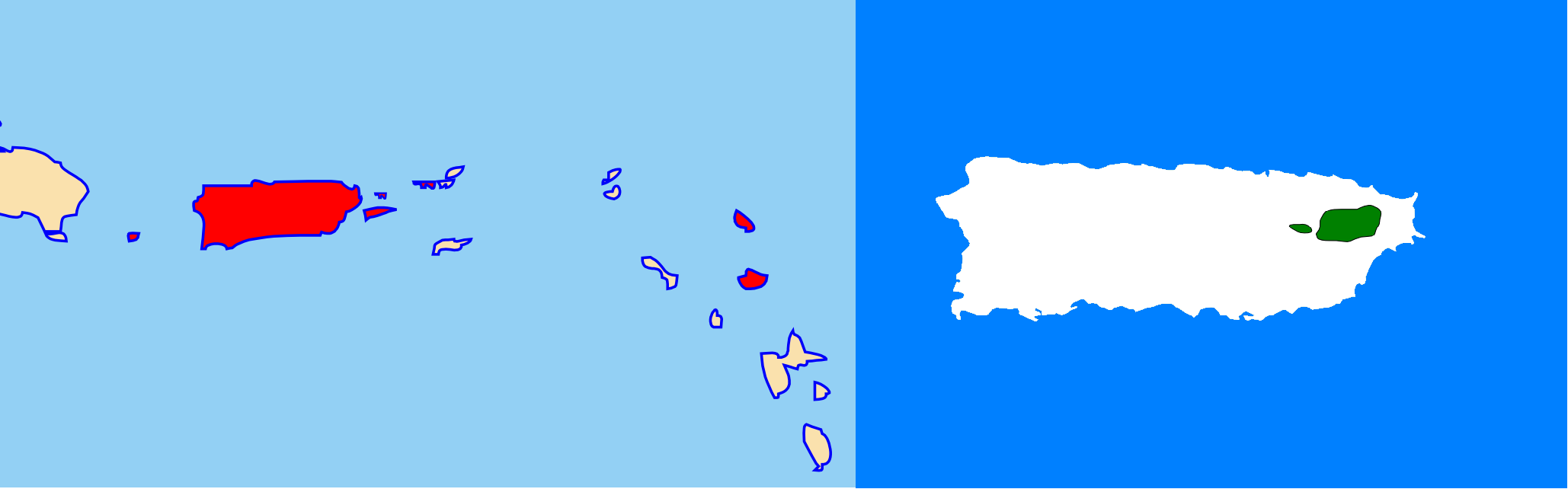
Phạm vi sinh sống trong của vẹt Puerto Rico trong quá khứ ở bên trái (màu đỏ) và phạm vi sống hiện tại ở bên phải (màu xanh)

Trong quá khứ, vẹt Iguaca được tìm thấy trong các khu rừng già lâu năm tại Puerto Rico ở mọi độ cao, trong các hốc, vách đá và môi trường sống rất đa dạng ở vùng thấp hơn. Loài này có thể được tìm thấy ở độ cao trung bình trong Rừng quốc gia Guajataca (cho tới năm 1910), Rio Abajo (cho tới năm 1920) và ở vùng cao tại Carite (cho tới năm 1930). Tài liệu từ năm 1900 mô tả loài vẹt này đã phải đi kiếm ăn tại các khu vực xa hơn so với vùng rừng Luquillo và Sierra de Cayey, về phía bờ biển thuộc hòn đảo chính. Đồng thời, chúng đã bị tuyệt chủng tại các hòn đảo nhỏ thuộc Puerto Rico bao gồm Culebra, Vieques, Mona, và giới hạn phạm vi sinh sống tại năm điểm: hai trong khu vực núi đá vôi, hai tại rừng mưa nhiệt đới núi cao và một trong rừng ngập mặn ở chân của Rừng quốc gia El Yunque. Một trong những khu vực núi đá vôi nằm ở phía tây bắc của Puerto Rico, được xác định là nơi trú ẩn của loài vẹt này. Đặc biệt, một khu vực có tên gọi "Valle de las Cotorras" (Thung lũng các loài vẹt), nằm giữa San Sebastián và Morovis, là nhà của một quần thể loài khá lớn. Một số khác sống sót trong những nhóm biệt lập trong các khu rừng bị suy thoái nhưng chúng không đủ để hỗ trợ cho các quần thể lớn hơn. Cuối cùng, môi trường sống tự nhiên của chúng đã bị co hẹp lại, chỉ còn ở Trung Cordillera và các khu vực rừng chưa bị xáo trộn, và tới năm 1940 chỉ còn tại rừng nguyên sinh trong dãy núi Luquillo thuộc Rừng quốc gia El Yunque. Loài hiện được tìm thấy tại các cao độ trong khoảng 396–823 m (1.299-2.700 ft). Do chúng cần các khu rừng trưởng thành với các loài cây có hốc rỗng để sinh sản, chúng đã không còn được tìm thấy ở các khu rừng thấp và thứ sinh nữa.
Tới thập niên 1950, trong tự nhiên chỉ còn 200 con vẹt, và tới năm 1975 đã xuống tới mức cực thấp, chỉ còn 13 cá thể. Số lượng sau đó đã phục hồi, và trong tháng 8 năm 1989 ước tính có tối thiểu 47 cá thể. Nhưng vào ngày 18 tháng 9 năm 1989, cơn bão Hugo đổ bộ vào bờ biển phía đông bắc Puerto Rico gây thương tổn nặng nề cho số lượng vẹt Iguaca còn lại. Hậu quả của cơn bão khiến số lượng của chúng còn lại 23 cá thể. Năm 2004, số lượng loài chim này trong tự nhiên là 30-35 cá thể, và xu hướng dài hạn là ổn định mặc dù vẫn còn có một số biến động. Phạm vi sinh sống hiện tại của vẹt Iguaca hiện nay chỉ giới hạn trong 16 km² (6,2 dặm vuông), bằng 0,2% những gì so với ban đầu.

## Tập tính
Vẹt Iguaca là loài hoạt động vào ban ngày, thường là nửa giờ sau khi mặt trời mọc. Chúng là một loài kín tiếng và sử dụng bộ lông màu xanh như là thứ ngụy trang khi bên trong tổ. Ngược lại, chúng có thể vô cùng ồn ào khi ra ngoài. Khi bay, bộ lông sặc sỡ của vẹt Iguaca tạo ra sự tương phản với những khu rừng. Cơ chế bay của loài này tương tự như các loài khác trong chi Amazona, đó là những cú vỗ cánh thấp hơn trục cơ thể, không giống như hầu hết các loài chim khác với đôi cánh vỗ cao phía trên so với trục cơ thể khi bay. Vẹt Iguaca là loài có thể bay với tốc độ tối đa khoảng 30 km/h (19 mph), và khá nhanh nhẹn khi lẩn tránh kẻ thù trong không trung. Chúng cũng là loài tìm kiếm thức ăn theo cặp và thể hiện xu hướng sống với nhau lâu. Có hai kiểu tiếng kêu khi bay, một là khi cất cánh với tiếng kêu quác quác bao gồm một kiểu tiếng kêu quác quác kéo dài và một tiếng giống như tiếng "kèn", thường được sử dụng trong khi bay và có nhiều nghĩa tùy theo hoàn cảnh được sử dụng.

### Thức ăn
Giống như hầu hết tất cả các loài trong chi Amazona, vẹt Iguaca là một loài ăn thực vật. Chế độ ăn uống của nó bao gồm hoa, quả, lá, vỏ cây và mật hoa kiếm được từ các tán cây trong rừng. Chúng đã được ghi nhận là loài tiêu thụ được hơn 60 loại thức ăn khác nhau, mặc dù chế độ ăn của chúng trong quá khứ đa dạng hơn nhiều do phạm vi sinh sống rộng lớn. Trong số các loại thức ăn có vỏ quả của các cây Prestoea montana, Dacryodes excelsa, Matayba domingensis; quả của cây Marcgravia sintenisii, Miconia sintenisii, Clusia gundlachii, và Rheedia portoricensis; hoa của Alchornea latifolia và Piptocarpha tetrantha; lá và cành của Clusia grisebachiana, Magnolia splendens, Micropholis garciniaefolia, và Piptocarpha tetrantha; vỏ của Marcgravia sintenisii, Clusia grisebachiana, và Psychotria berteriana;. và chồi non của loài Inga vera. Vẹt Iguaca thường chọn các trái cây có vị trí ngay trước mắt chúng, ngoại trừ một số trường hợp. Khi ăn, loài này sử dụng một chân để giữ thức ăn. Chúng ăn khá chậm rãi, mất khoảng từ 8-60 giây để dừng lại ăn các loại thức ăn.

### Tập tính sinh sản

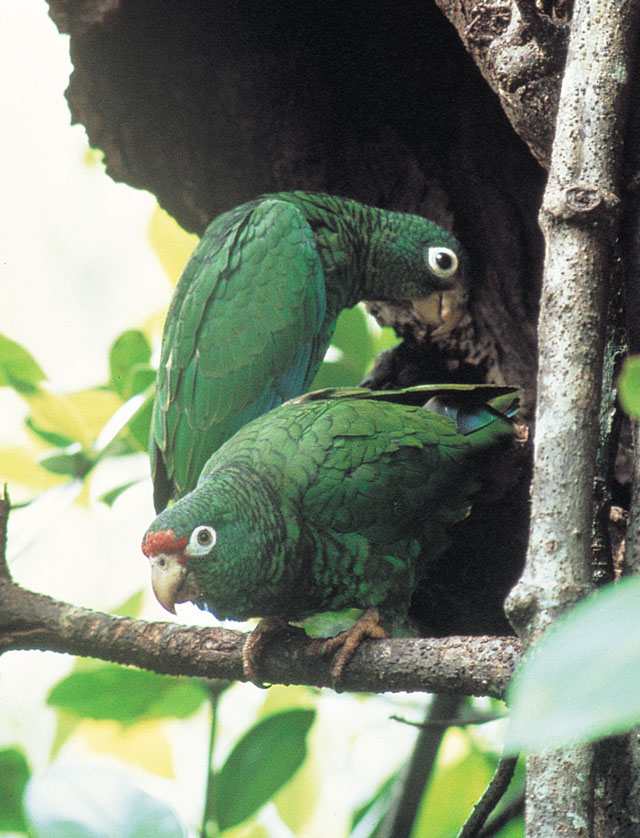
Một cặp vẹt Iguaca thường kết đôi suốt cuộc đời

Vẹt Iguaca thường chỉ kết đôi suốt cuộc đời với một bạn tình, và chỉ thay đổi nếu một trong hai con bị chết hoặc bỏ tổ. Chim trống cũng có thể từ bỏ nếu chim mái bị tổn thương, để tái kết đôi với một con chim mái khác có "thể chất hoàn hảo" hơn. Quá trình ghép đôi của chúng vẫn chưa biết rõ. Tuy nhiên, cặp chim mới có xu hướng tham gia vào các điệu nhảy giao phối đặc trưng bởi chúng cùng phối hợp, dang rộng đuôi cùng một phần của sải cánh.
Vẹt Iguaca là loài làm tổ trong hốc cây thứ cấp. Nó thích làm tổ ở trên cây Cyrilla racemiflora, nhưng cũng sử dụng các loại cây khác để làm tổ, trong đó có cả Magnolia splendens và Dacryodes excelsa, nhưng ở mức độ ít hơn. Những loài cây này khi trưởng thành thường hình thành các hốc, tạo thành một nơi trú ẩn tốt và bảo vệ chúng chống lại kẻ thù và sự xâm nhập của nước. Gần đây, loài này cũng đã được nuôi trong các lồng làm bằng hộp gỗ nhân tạo được thiết kế như một phần của kế hoạch phục hồi và bảo vệ chúng. Chiều cao làm tổ từ 7–15 mét (23–49 ft) so với mặt đất. Chim trống thường dẫn chim mái đến những địa điểm làm tổ, mặc dù quyết định cuối cùng dường như là từ phía chim mái. Một khi địa điểm đã được chọn, cặp đôi sẽ dành thời gian kiểm tra và làm sạch nó. Chúng không thêm các vật liệu lót vào tổ.

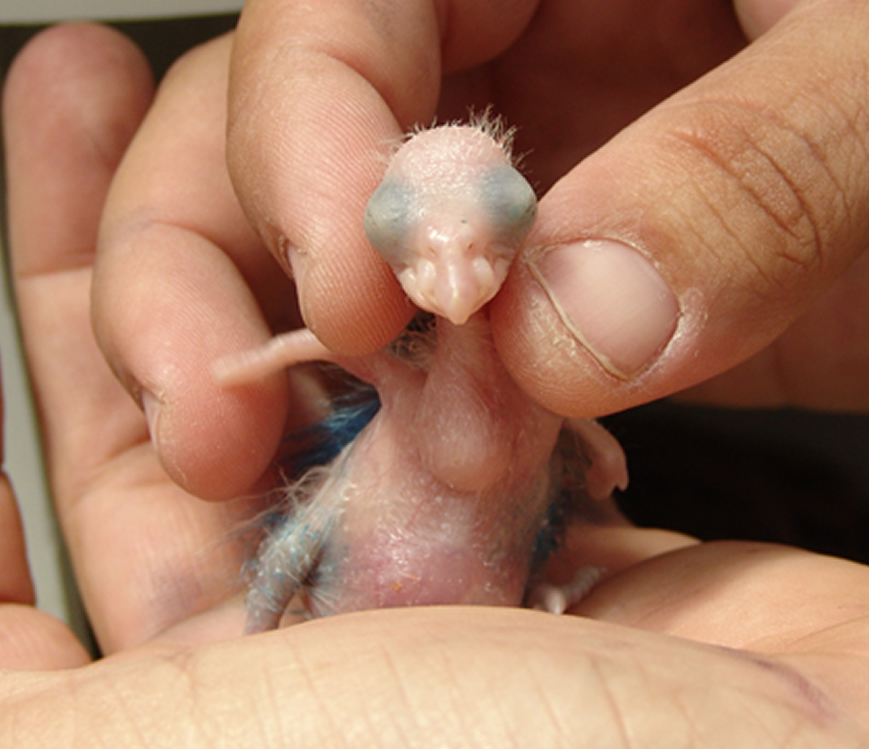
Một con non mới ra đời.

Vẹt Iguaca đạt tới độ thuần thục sinh dục ở khoảng 4 năm tuổi trong tự nhiên và 3 năm trong tình trạng nuôi nhốt. Loài này thường sinh sản một năm một lần, từ tháng 1 tới tháng 7 (trong mùa khô). Giao phối giữa các cặp dường như liên quan chặt chẽ đến việc chuyển giao thức ăn, điều này có thể phục vụ như là một thứ để tiến tới việc giao phối. Chúng có một mô hình giao phối tương tự như các loài vẹt khác trên khắp Châu Mỹ, với chim trống kẹp chặt một chân vào nơi đậu còn chân kia thì đặt thụ động trên lưng chim mái. Trong thời gian đẻ trứng, các cặp chim bố mẹ dành nhiều thời gian hơn trong tổ của chúng, với việc chim bố cung cấp thức ăn cho chim mẹ bằng mớm mồi. Chim mái đẻ 2-4 trứng và chỉ mình nó ấp trong khoảng thời gian từ 24 đến 28 ngày, trong khi chim trống sẽ tìm kiếm thức ăn xung quanh tổ. Chim mái hiếm khi ra khỏi tổ kiếm ăn, trừ trường hợp có các loài săn mồi đe dọa hay chim trống không thể kiếm ăn được  Con non được cả chim bố lẫn chim mẹ nuôi dưỡng cho tới khi rời tổ, thường là sau khoảng 60-65 ngày kể từ khi nở. Tuy nhiên, chim non vẫn phụ thuộc vào chim bố mẹ và di chuyển cùng chúng cho tới mùa sinh sản tiếp theo.
Như các loài khác trong chi Amazona, vẹt Iguaca là loài thích sống thành bầy trong các hoạt động hàng ngày, nhưng là loài chiếm giữ lãnh thổ trong vùng xung quanh tổ. Lãnh thổ xung quanh tổ thường là khoảng 50 mét (164 feet)  Chúng cực kỳ thận trọng, thường di chuyển một cách chậm rãi khi rời khỏi tổ để tránh sự chú ý của kẻ thù. Mặc dù việc bảo vệ lãnh thổ chủ yếu dựa vào việc phát ra các âm thanh lớn nhưng, cũng có nhiều trường hợp chúng chiến đấu bằng chiếc mỏ và móng vuốt của mình. Cặp đôi sẽ bảo vệ khu vực làm tổ của mình trước các cặp chim khác có ý định muốn xâm nhập, đôi khi là tập trung vào việc bảo vệ vị trí thay vì đẻ trứng. Chúng làm tổ trong các khu vực không có những con vẹt khác sinh sống, chủ yếu là giữ im lặng trừ khi có những con vẹt khác tiến vào khu vực đó. Một số cặp có thể thể hiện tính chiếm hữu lãnh thổ vừa phải ngay cả khi chúng không có ý định làm tổ, với xu hướng này bắt đầu trong nửa sau của mùa sinh sản. Một giả thuyết cho rằng điều này xảy ra ở các đôi chim non chưa đạt được sự thuần thục đầy đủ, có vai trò như là bài thực hành về chiếm hữu lãnh thổ.

## Đe dọa và bảo tồn
Ngày 11 tháng 3 năm 1967, vẹt Iguaca được ghi vào Danh sách các loài nguy cấp của Cục Hoang dã và Cá Hoa Kỳ (USFWS). Vào thời điểm đó, số lượng loài vẹt này được ước tính chỉ còn khoảng 70 cá thể. Trong năm 1968, những nỗ lực nhằm phục hồi nhằm tăng số lượng loài trong tự nhiên đã được bắt đầu.  Năm 1972, khi số lượng vẹt Iguaca ước tính giảm xuống chỉ còn lại 16 cá thể, Cục Hoang dã và Cá Hoa Kỳ bắt đầu nỗ lực để nuôi vẹt Iguaca trong điều kiện nuôi nhốt tại Luquillo Aviary và đã mang lại kết quả tốt. Trong tháng 6 năm 2006, báo cáo nhận được từ USFWS cho thấy những con chim non trong điều kiện nuôi nhốt đã nở thành công với 39 con (trung bình hàng năm là khoảng 16). Trong năm 2006, 22 cá thể đã được thả vào trong tự nhiên tại Lâm trường quốc gia Rio Abajo để bắt đầu hình thành một quần thể hoang dã thứ hai, và thêm 19 con nữa cũng đã được thả tại đây vào ngày 27 tháng 12 năm 2008.
Liên minh Bảo tồn Thiên nhiên Quốc tế (IUCN) liệt kê Vẹt Iguaca là một loài cực kỳ nguy cấp từ năm 1994. Loài này đã được quy định trong Phụ lục I của Công ước về thương mại quốc tế các loài động, thực vật hoang dã nguy cấp (CITES), nên hoạt động buôn bán thương mại quốc tế loài vẹt Iguaca là bất hợp pháp.

### Các mối đe dọa

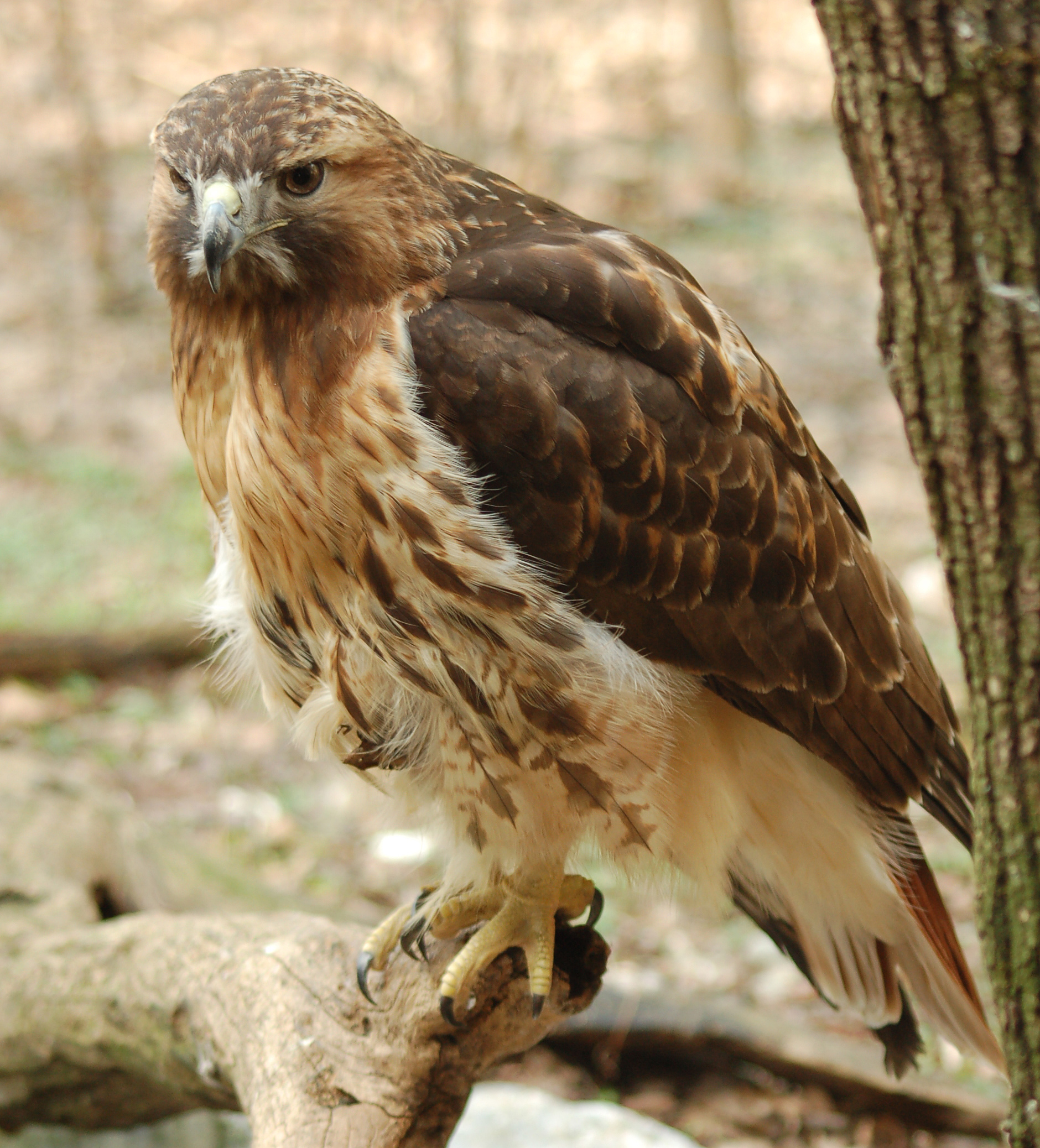
Ưng đuôi lửa (B. j. jamaicensis), còn được biết với tên địa phương Guaraguao, là một kẻ thù trong tự nhiên của Vẹt Iguaca.

Hoạt động của con người được cho là nguyên nhân chính dẫn tới sự suy giảm số lượng loài vẹt Iguaca. Đó là những người định cư đầu tiên ở Puerto Rico, chẳng hạn như người Taino, họ săn bắn loài vẹt này như là nguồn thực phẩm. Sau đó, là việc phá hủy môi trường sống, bắt các cá thể vẹt chưa trưởng thành để phục vụ cho ngành công nghiệp vật nuôi. Nạn chặt phá rừng để phát triển nông nghiệp khiến loài vẹt này mất môi trường sống cũng là lý do chính cho sự suy giảm dân số của chúng.
Kẻ thù trong tự nhiên của Vẹt Iguaca bao gồm Ưng đuôi lửa (Buteo jamaicensis), Ưng cánh lớn (Buteo platypterus), Cắt lớn (Falco Peregrinus) hay Chim mắt ngọc (Margarops fuscatus). Chim mắt ngọc xâm chiếm Puerto Rico trong giữa thế kỷ 20 và là một mối đe dọa đối với Vẹt Iguaca từ năm 1973. Để chống lại điều này, những chiếc tổ sâu hơn được thiết kế đặc biệt cho chúng để ngăn chặn sự cạnh tranh của những kẻ xâm lược. Ngoài ra là các loài Ong mật phương Tây (Apis mellifera), loài Vẹt Hispaniola họ hàng (Amazona ventralis), Chuột đen (Rattus rattus) và Cầy lỏn (Herpestes javanicus) cũng có thể cạnh tranh vị trí làm tổ, ăn trứng cũng như giết hại những con non.
Thiên tai lũ lụt không phải là một mối đe dọa đối với Vẹt Iguaca khi nó dễ dàng tự duy trì giống nòi, nhưng sự phân mảnh và suy giảm số lượng loài thì những thảm họa hiện nay là một mối đe dọa rất lớn. Bão Hugo đi qua khu vực sinh sống của loài vật này vào tháng 9 năm 1989 đã khiến chúng giảm từ 47 xuống còn 23 cá thể.

### Phục hồi
Nhằm phục hồi số lượng của loài Vẹt Iguaca đang trong tình trạng cực kỳ nguy cấp, một kế hoạch phục hồi đã được soạn thảo và thực hiện vào năm 1968. Mục tiêu chính của kế hoạch này là để giảm các mối đe dọa vào năm 2020. Các mục tiêu khác bao gồm việc thành lập hai quần thể hoang dã riêng biệt (mỗi quần thể sẽ bao gồm hơn 500 cá thể trong thời gian ít nhất là 5 năm), bảo vệ môi trường sống, và kiểm soát các động vật ăn thịt, ký sinh trùng và đối thủ cạnh tranh. Một địa điểm thứ ba đã được lên kế hoạch vào năm 2011 thuộc Chuỗi các Khu bảo tồn động vật hoang dã Quốc gia Vùng Caribe.

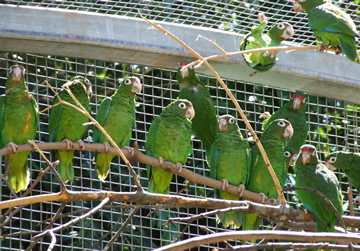
Cơ sở nuôi Iguaca Aviary, Puerto Rico, 2011.

Một số ít cá thể nuôi nhốt được tiến hành tại Luquillo Aviary vào năm 1973 nhằm mục đích bảo tồn. Năm 1993, một số cá thể đã được chuyển giao từ Luquillo Aviary đến Rừng quốc gia Rio Abajo dưới sự quản lý của Sở Tài nguyên và Môi trường Puerto Rico (Departamento de Recursos Naturales y Ambientales). Năm 2007, cơ sở thứ hai tại Aviary Iguaca thuộc Rừng quốc gia El Yunque đã được khánh thành và dành cho Priscilla Stubbe, một người gây quỹ chính cho cơ sở mới.
Hoạt động của con người lại một lần nữa đe dọa tới loài vẹt Iguaca. Trong năm 2012, báo cáo ánh đèn từ những chuyến bay không được cấp phép tại các đảo lân cận đã làm gián đoạn hành vi sinh sản của loài. Dự án Vía Verde xây dựng đường ống dẫn khí đốt phía bắc Puerto Rico do Luis Fortuño đề xuất đã làm các nhà bảo tồn quan ngại bởi nó sẽ dẫn đến việc chặt phá rừng tại các khu vực mà loài chim này kiếm ăn. Những nỗ lực bảo tồn mới cũng đã bắt đầu trong khoảng thời gian này. Năm 2011, một nhóm nghiên cứu của Đại học Puerto Rico tại Mayaguez nối tiếp chuỗi gen của loài. Ngày 15 tháng 8 năm 2013, việc phát hiện các tổ chim trong tự nhiên ở Lâm trường quốc gia Río Abajo đã được công bố. Các chuyên gia cho rằng đây một dấu hiệu của việc mở rộng môi trường sống, và rằng số lượng của loài đã thích nghi hoàn toàn với cuộc sống hoang dã vốn đã bị phân tán khắp khu vực. Điều này đã được ghi nhận như là một bước tiến đáng kể, bởi El Yunque không phải là một môi trường lý tưởng cho các loài chim do độ ẩm của khu rừng sẽ khiến các cá thể loài dễ bị bệnh. Điều này đã được kèm theo một thông báo thứ hai, trong đó ghi nhận thêm rằng vẹt Iguaca trong tự nhiên (phân bố trong phạm vi từ 64 và 112 mẫu Anh) có khoảng 50 cá thể loài không bị giám sát phân bố khắp Puerto Rico.
Việc chọn địa điểm để xây dựng một trung tâm sinh sản và nuôi nhốt đã được xem xét trong năm 2013, trong đó hai lâm trường Maricao và Isabela được phân tích. Trong tháng 11 năm 2013, việc thành lập một đàn thứ ba tại Rừng quốc gia Maricao đã được công bố chính thức. Một tháng sau đó, mười cá thể vẹt đã được sinh nở thành công tại Río Abajo. Năm 2013 đã thiết lập một kỷ lục mới cho các chương trình sinh sản với 51 chim non, phá vỡ kỷ lục trước đó là 34 được xác lập vào năm 2011. Cá thể hoang dã tăng thêm 15 chim non, một sự tiến bộ so với con số 12 trong năm trước đó. Trong thời gian này, số lượng được biết đến của loài vẹt Iguaca chính thức đạt con số 500 cá thể. Một trận hạn hán nghiêm trọng diễn ra bởi sự xuất hiện của El Niño bắt đầu vào mùa xuân năm 2015 và kéo dài trong suốt những tháng hè, mang lại tác động tích cực cho việc phát triển đàn nuôi ở El Yunque, với việc giúp vẹt Iguaca kéo dài mùa sinh sản. Tuy nhiên, kiểu thời tiết này cũng khiến gia tăng số lượng Cầy lỏn hiện có trong rừng, là một trong số những mối đe dọa đối với vẹt Iguaca. Ngày 13 tháng 8 năm 2015, một nhóm 25 cá thể vẹt đã được chuyển từ các chuồng nuôi khác để tiến hành nuôi tại Maricao. Mỗi cá thể được tách riêng lẻ để bảo đảm an toàn trong khi vận chuyển và sau đó một chương trình thích nghi được dự kiến sẽ kéo dài một năm, trước khi chúng được đưa vào tự nhiên để tạo ra một quần thể mới trong khu vực.